# Mafische Minerale
Mafische Minerale, Mafite (oder auch dunkle Minerale) sind Minerale, die in hohem Maße magnesium- und eisenhaltig sind.
Entsprechend ist der Wortstamm maf- zusammengesetzt aus ma für Magnesium und f für Ferrum (Eisen).
Mafische Minerale kommen vorwiegend in magmatischen Gesteinen (Magmatiten) und deren metamorphen Äquivalenten vor. 
Zu den mafischen Mineralen zählen die gesteinsbildend auftretenden Glimmer, Amphibole, Pyroxene, Olivin, opake Minerale (Erzminerale), Epidot, Granate, Melilith und die Akzessorien Zirkon, Apatit, Orthit, (Allanit), Titanit.
Hinzu kommen die seltenen, ebenfalls magmatisch entstandenen Karbonatminerale in den Karbonatiten und einzelnen Foiditen.
Die Färbung allein stellt jedoch kein hinreichendes Identifikationsmerkmal dar, denn je nach Anteil von Magnesium und Eisen ergeben sich unterschiedliche Färbungen. Je mehr Eisen in den Mineralen enthalten ist, desto dunkler, und je mehr Magnesium, desto heller bis zur Durchsichtigkeit werden sie.
Da sie relativ wenig Quarz (SiO2) (das Anhydrid der Kieselsäure) enthalten, ordnet man sie auch den basischen Mineralen zu. Obwohl sich die Feldspatvertreter (Foide) nur bei starkem SiO2-Mangel bilden, werden diese nicht zu den mafischen, sondern zu den felsischen Mineralen gerechnet.
In magmatischen Gesteinen kommen mafische Minerale stets primär vor, das heißt, sie sind aus einer Gesteinsschmelze (Magma) auskristallisiert und nicht, wie bei metamorphen Gesteinen möglich, sekundär im Zuge einer Metamorphose entstanden oder, wie bei Sedimentgesteinen, infolge von Erosion, Transport und Ablagerung in das Gestein gelangt. Da mafische Minerale an der Erdoberfläche metastabil sind und in geologischen Zeiträumen relativ schnell chemisch verwittern, sind sie in unmetamorphen Sedimentgesteinen auf der Erde sehr selten.
Magmatische Gesteine mit hohen Anteilen an mafischen Mineralen (hoher Farbzahl) bezeichnet man als mafische Gesteine oder basische Gesteine und magmatische Gesteine mit sehr hohen Anteilen an mafischen Mineralen (über 90 %) als ultramafische Gesteine oder ultrabasische Gesteine.